# 1415年
| 千纪： | 2千纪 |
| 世纪： | 14世纪 \| 15世纪 \| 16世纪                                                                                 |
| 年代： | 1380年代 \| 1390年代 \| 1400年代 \| 1410年代 \| 1420年代 \| 1430年代 \| 1440年代                           |
| 年份： | 1410年 \| 1411年 \| 1412年 \| 1413年 \| 1414年 \| 1415年 \| 1416年 \| 1417年 \| 1418年 \| 1419年 \| 1420年 |
| 纪年： | 乙未年（羊年）；明永乐十三年；日本應永二十二年                                                             |

## 大事记
- 苏门答腊前王子蘇幹刺發兵襲擊鄭和，鄭和率兵與戰，大破之，將蘇幹刺俘虜。
- 郑和船队到达幔八萨（今肯尼亚的蒙巴萨）。
- 瓦剌首領馬哈木战败，擁立卫拉岱為蒙古大汗。
- 7月6日——神聖羅馬帝國領地波希米亞的宗教改革家揚·胡斯在康士坦斯大公會議中，被羅馬天主教會判決為異端並以火刑處死，引起支持胡斯派的地方貴族及民眾對教廷激烈抗議，最後教廷對波希米亞發布「禁行聖事」的處罰禁令。
- 10月25日——阿金庫爾戰役，百年戰爭戰役之一，英國在亨利五世的領導下擊潰法國精銳部隊。
- 葡萄牙王国若昂一世占領休達。
- 伊法特苏丹国灭亡后，萨巴尔·阿德丁二世建立阿达尔苏丹国。
- 勃固王朝國王亞扎底律在德拉之戰擊敗阿瓦王朝軍隊，統帥明耶覺蘇瓦戰死，從此阿瓦王朝勢力大衰。

## 逝世
- 7月6日：扬·胡斯
- 9月8日：唐定王朱桱
- 明耶覺蘇瓦，緬甸阿瓦王朝的王儲，同時也是阿瓦軍隊的最高統帥。